# Centre-Est Aéronautique
Pour les articles homonymes, voir CEA.
La société Centre-Est Aéronautique (CEA) est fondée en octobre 1957 par Pierre Robin. 

## Présentation
Le Robin-Lefèbvre est le premier appareil réalisé par Pierre Robin à Tours avec l'aide des frères René et Roger Lefèbvre, en juillet 1948. Il s'agit d'un monoplace de formule pou du ciel pourvu d'une voilure de Mignet HM.14 d'avant-guerre. Le moteur est celui d'un cyclecar Darmont qui ne permettait pas mieux que d'effectuer quelques roulages.
Le CEA DR.253 Régent est réalisé en collaboration entre la société Centre-Est Aéronautique de Pierre Robin et le créateur de la lignée des Jodel, Jean Delemontez. Le prototype no 1 F-WOFG est dérivé du DR.250 avec un fuselage élargi pour 4 à 5 personnes. Premier appareil de la CEA équipé d'un train tricycle, il vole pour la première fois le 30 mars 1967 suivi, le 16 juin 1967, par le premier exemplaire de série no 101 immatriculé F-BINY. 100 exemplaires ont été produits jusqu'en 1972 avec le DR.253B apparaissant à partir du no 139. 
La raison sociale de Centre-Est Aéronautique devient Avions Pierre Robin en novembre 1970.